# بیلی باکر
بیلی باکر (انگلیسی: Billy Bakker؛ زادهٔ ۲۳ نوامبر ۱۹۸۸) بازیکن هاکی روی چمن اهل پادشاهی هلند است.